# Evangelio de Pedro

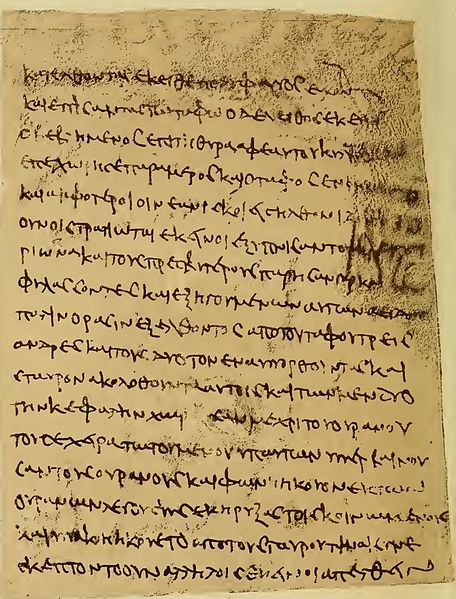
Evangelio de Pedro.

El Evangelio de Pedro es uno de los evangelios apócrifos y que se conoce solo fragmentariamente gracias a un manuscrito hallado en Egipto en el invierno de 1886-87. Escrito en primera persona, el narrador se identifica como Simón Pedro (versículo 60), aunque los estudiosos actuales descartan que pudiera ser efectivamente escrito por el apóstol. Sólo se conserva de este relato la parte correspondiente a la Pasión y Resurrección de Cristo, con importantes diferencias con respecto a la narración de los evangelios canónicos. Aunque hay quienes retrotraen su fecha de composición hasta el año 71, con lo cual sería aproximadamente contemporáneo de los evangelios sinópticos, la mayor parte de los investigadores lo sitúa en la primera mitad del siglo III.

## Descubrimiento del manuscrito de Ajmin
En el invierno de 1886-87 fue hallado en el sepulcro de un monje cristiano en Ajmin, antigua Panópolis, en el Alto Egipto, un libro de pergamino de 66 páginas, datado alrededor del siglo VIII, que contiene fragmentos de varios textos apócrifos. Entre ellos se encuentra (páginas 2-10) una copia fragmentaria del Evangelio de Pedro, en griego. El fragmento conservado es la narración del juicio, crucifixión y resurrección de Jesús. No es posible saber si el evangelio de Pedro original era o no más extenso que el fragmento que actualmente se conserva, pero el hecho es que comienza in medias res, a mitad de una escena. Comienza así "Pero de entre los judíos nadie se lavó las manos, ni Herodes ni ninguno de sus jueces", lo que implica una referencia anterior al conocido pasaje evangélico (Mateo 27:24) en que Pilatos se lava simbólicamente las manos.

## Hallazgos posteriores
Con posterioridad al hallazgo del manuscrito de Ajmin, se han encontrado tres breves fragmentos correspondientes a este evangelio.  Uno de ellos procede aparentemente de una copia del siglo II, o principios del siglo III, y contiene la escena en que José de Arimatea solicita el cuerpo de Jesús para darle sepultura (versículos 23 y 24 del manuscrito de Ajmin). Los otros dos —muy breves— parecen referirse a conversaciones entre Jesús y Pedro, narradas en primera persona por este último. No se corresponden con el manuscrito de Ajmin, y se discute si formaban o no parte del evangelio de Pedro.

## Contenido
El relato de la Pasión de Cristo presenta importantes diferencias con respecto a los evangelios canónicos. Por una parte, es Herodes, no Pilatos, el que ordena la ejecución de Jesús, y tanto el monarca como los jueces (vid. texto citado anteriormente) incluyendo a todos los judíos, se niegan a declararse inocentes de la sangre de Jesús. En el relato de la crucifixión se encuentran frases que pueden ser interpretadas desde el punto de vista del docetismo, como cuando se dice (versículo 10), "Mas él callaba como si no sintiera dolor alguno", o, cuando, en el momento inmediatamente anterior de la muerte, Jesús grita: "¡Fuerza mía, fuerza mía, tú me has abandonado!" (versículo 19), en lugar de "Dios mío, Dios mío, ¿por qué me has abandonado?" Marcos 15:34. 
Tras la muerte de Jesús, el relato continúa describiendo su sepultura por José de Arimatea. Cuenta en primera persona la aflicción de los discípulos (versículo 26). Como ocurre en el Evangelio de Mateo, Mateo 27:62-66, los sacerdotes hebreos piden a Pilatos soldados para que vigilen la tumba. Indica detalles sobre estos soldados, como que el centurión se llamaba Petronio. 
La diferencia más importante con los evangelios canónicos, sin embargo, es que se relata la resurrección de Jesús, de la que son testigos directos los guardias romanos y otras muchas personas que se habían congregado allí. Durante la noche, se escuchó "una gran voz en el cielo" (versículo 35), se abrieron los cielos y bajaron de ellos dos varones en medio de un gran resplandor. La piedra que cerraba el sepulcro se retiró a un lado, y los dos varones entraron en él. Los guardias fueron a despertar a su centurión y, cuando le estaban explicando lo que acababan de ver, ven salir del sepulcro a tres hombres, "dos de los cuales servían de apoyo a un tercero, y una cruz que iba en pos de ellos" (versículo 39). Los tres son de gigantesca estatura. Se escucha una voz proveniente de los cielos, que pregunta: "¿Has predicado a los que duermen?" Y la cruz responde: "Sí" (versículos 41-42).
Los testigos del acontecimiento relatan lo ocurrido a Pilatos, quien reitera la culpabilidad de los judíos (versículo 46). Estos le suplican que se guarde silencio sobre lo ocurrido, lo que el gobernador consiente. Al día siguiente, María Magdalena llegó al sepulcro, lo encontró vacío, con un joven vestido de blanco sentado sobre la sepultura, en un relato que tiene su paralelo en Mateo 28:1-8, aunque existen algunas diferencias entre las dos versiones. El manuscrito termina en medio de un relato que seguramente describía la aparición de Jesús a sus discípulos, en el versículo 60: "Yo, Simón Pedro, por mi parte, y Andrés, mi hermano, tomamos nuestras redes y nos dirigimos al mar, yendo en nuestra compañía Leví el de Alfeo, a quien el Señor...").

## Fecha y relación con otros evangelios
La mayor parte de los autores establece que este evangelio fue redactado hacia el año 150. Es con bastante seguridad posterior a los evangelios canónicos (finales del siglo I), y debió de ser compuesto antes de la época de Serapión, quien lo menciona a comienzos del siglo III. Por otra parte, su antijudaísmo se relaciona con puntos de vista que se desarrollaron en círculos cristianos en el siglo II. Hay bastante coincidencia entre los estudiosos en pensar que el autor del evangelio de Pedro conoció y utilizó como fuentes los sinópticos.

## Difusión
Es difícil extraer conclusiones sobre en qué comunidades —dejando aparte la de Rhossos, en Cilicia, mencionada en la carta de Serapión— se utilizó el Evangelio de Pedro. Sin embargo, Ehrman destaca que desde 1880 se han encontrado tres manuscritos de los siglos II y III correspondientes a este evangelio, en tanto que sólo se ha hallado uno del evangelio, canónico, de Marcos. El hallazgo en 1904 de un ostrakon o pieza de cerámica, del siglo VI o VII, en que se identifica a Pedro como evangelista, parece también un argumento a favor de una extensa difusión del Evangelio de Pedro.